# عقد لمفية نكفية سطحية
العُقَدُ اللِّمْفِيَّةُ النَّكَفِيَّةُ السَّطْحِيَّةُ (بالإنجليزية:  superficial parotid lymph nodes)‏، هي مجموعة من العقد اللمفاوية التي تقع أمام الأذن.

## المسار التشريحي
تُصَرِف العُقد اللمفية النكفية السطحية اللمف مِن جذور الأنف، جفني العين، المنطقة الجبهية الصدغية، الصماخ السمعي الظاهر والجوف الطبلي؛ وأحياناً الجزء الخلفي من الحنك و قاع جوف الأنف.
بينما تصب اللمف في العقد اللمفية الرقبية العميقة العلوية.